# 王童
王童（ワン・トン、1942年4月14日 - ）は、台湾の映画監督。元の名は王中和。

## 略歴
1942年、中華民国安徽省太和県に生まれ、1949年に両親に伴って台湾に移った。
1962年に台湾国立芸専美術科に入学後、1966年に中央電影事業に入り多くの映画作品で美術や衣装を担当した。
1980年、映画『假如我是真的』で初めてメガホンを取り、以降十本以上の作品で監督を務める。1987年には『村と爆弾』で、1992年には『無言の丘』で金馬奨最優秀作品賞と最優秀監督賞を受賞。2003年から台北映画祭（台北電影節）の主席を務め（2006年まで）、2004年からは金馬奨の執行委員会主席も務めた（2006年まで）。2007年には第11回国家文芸奨を受賞している。

## 監督作品
- 1981年 假如我是真的
- 1981年 窓口的月亮不准看
- 1982年 百分満点
- 1982年 苦恋
- 1983年 『海を見つめる日』　看海的日子
- 1984年 『逃亡』　策馬入林
- 1985年 陽春老爸
- 1987年 『村と爆弾』　稻草人
- 1987年 『ランナウェイ・盗賊たちの挽歌』
- 1989年 『バナナ・パラダイス』　香蕉天堂
- 1992年 『無言の丘』　無言的山丘
- 1995年 『赤い柿』　紅柿子
- 2002年 自由門神
- 2004年 『ファイヤーボール』　紅孩兒決戦火焔山
- 2004年 大象林旺爺爺的故事
- 2007年 童心宝貝
- 2015年 『風の中の家族』　風中家族